# Grammatostomias flagellibarba
Grammatostomias flagellibarba és una espècie de peix de la família dels estòmids i de l'ordre dels estomiformes.

## Hàbitat
És un peix marí i d'aigües tropicals que viu fins als 1.281 m de fondària.

## Distribució geogràfica
Es troba des del sud d'Irlanda i la Mar Cantàbrica fins a 45°W i entre 32°N-15°N.